# Mark Harwardt
Mark Harwardt (* 1979) ist ein deutscher Wirtschaftswissenschaftler und Hochschullehrer für Handelsmanagement, E-Commerce und Marketing.

## Leben
Mark Harwardt studierte zunächst Informatik an der Fachhochschule Dortmund. Anschließend widmete er sich berufsbegleitend dem Master of Computer Science an der FernUniversität in Hagen und promovierte an der WHU – Otto Beisheim School of Management in Vallendar.
Mark Harwardt lehrt als Professor für Handelsmanagement, E-Commerce und Marketing an der Hochschule für angewandtes Management und publiziert zu Themen rund um Digitalisierung, digitale Transformation und E-Commerce.

## Veröffentlichungen (Auswahl)

### Monografien
- M. Harwardt: E-Commerce, Marktplätze und Online-Marketing: Eine praxisorientierte Einführung für Entscheider. Springer Gabler, Wiesbaden 2025. ISBN 978-3-658-46177-5.
- M. Harwardt, R. Haberich: Omnichannel im Einzelhandel: Grundlagen, Strategien und Best Practices für eine erfolgreiche Implementierung. Springer Gabler, Wiesbaden 2024, ISBN 978-3-658-43938-5.
- M. Harwardt: Ökologische Nachhaltigkeit im E-Commerce – Grundlagen, Ansätze und Handlungsempfehlungen. Springer Gabler, Wiesbaden 2023, ISBN 978-3-658-40260-0.
- M. Harwardt, M. Köhler: Künstliche Intelligenz entlang der Customer Journey: Einsatzpotenziale von KI im E-Commerce. Springer Gabler, Wiesbaden 2023, ISBN 978-3-658-39108-9.
- M. Harwardt, V. J. Haselhoff: Digitale Plattformen und Marktplätze: Grundlagen plattformbasierter Geschäftsmodelle. Springer Gabler, Wiesbaden 2023, ISBN 978-3-658-39409-7.
- M. Harwardt: Management der digitalen Transformation – Eine praxisorientierte Einführung. 2. Auflage. Springer Gabler, Wiesbaden 2022, ISBN 978-3-658-35917-1.

### Beiträge
- M. Harwardt, A. M. Schmutte: Chancen und Risiken der digitalen Transformation. In: M. Harwardt, A. Steuernagel, A. Schmutte, P. Niermann (Hrsg.): Praxisbeispiele der Digitalisierung: Trends, Best Practices und neue Geschäftsmodelle. Springer Gabler, Wiesbaden 2022, S. 3–29.
- M. Harwardt, V. J. Haselhoff: Elektronische Marktplätze – Potenziale, Vor- und Nachteile der Online-Intermediäre. In: M. Harwardt, A. Steuernagel, A. Schmutte, P. Niermann (Hrsg.): Praxisbeispiele der Digitalisierung: Trends, Best Practices und neue Geschäftsmodelle. Springer Gabler, Wiesbaden 2022, S. 103–135.
- V. J. Haselhoff, M. Harwardt: Digitale Plattformen – Grundlagen, Herausforderungen und Lösungsansätze. In: M. Harwardt, A. Steuernagel, A. Schmutte, P. Niermann (Hrsg.): Praxisbeispiele der Digitalisierung: Trends, Best Practices und neue Geschäftsmodelle. Springer Gabler, Wiesbaden 2022, S. 137–158.
- M. Harwardt, A. M. Schmutte: Industrie 4.0 und die digitale Transformation – Ein tiefgreifender Umbruch der Unternehmen! In: M. Harwardt, A. Steuernagel, A. Schmutte, P. Niermann (Hrsg.): Digitales Management – Digitale Transformation, Trends und Best Practices. Springer Gabler, Wiesbaden 2020, S. 3–15.
- M. Harwardt: Digitalisierung in Deutschland. In: M. Harwardt, A. Steuernagel, A. Schmutte, P. Niermann (Hrsg.): Digitales Management – Digitale Transformation, Trends und Best Practices. Springer Gabler, Wiesbaden 2020, S. 17–34.
- D. Kschesniak, M. Harwardt: Digitales Hochschulmarketing. In: M. Harwardt, A. Steuernagel, A. Schmutte, P. Niermann (Hrsg.): Digitales Management – Digitale Transformation, Trends und Best Practices. Springer Gabler, Wiesbaden 2020, S. 389–400.